# Wargame Construction Set
Wargame Construction Set est un de jeux vidéo de type wargame créé par Roger Damon et publié par Strategic Simulations en 1986. Celui-ci permet notamment de créer ses propres scénario de wargame puis de les essayer, plusieurs scénarios étant livrés avec le jeu afin de se rendre compte des possibilités du programme. Le jeu connait un succès commercial inattendu et devient le premier jeu publié par Strategic Simulations à se vendre à plus de 60 000 exemplaires.

## Système de jeu
Wargame Construction Set est un programme informatique qui permet de créer et de jouer des scénarios de wargame qui simulent, au niveau tactique, des affrontements historiques ou fictifs. Il propose huit scénarios prédéfinis, pour un ou deux joueurs, qui simulent des affrontements historiques ou fictifs. Outre plusieurs scénarios sur le thème de la Seconde Guerre mondiale, il en propose ainsi un sur une Troisième Guerre mondiale fictive, un sur la guerre de Sécession, un sur le siège d’un château au Moyen Âge et deux sur le thème de la science-fiction. Son système de jeu est basé sur celui des précédents wargames développé par Roger Damon, Operation Whirlwind (1983), Field of Fire (1984) et Panzer Grenadier (1985). Les scénarios (prédéfinis ou créer par le joueur) se déroulent ainsi au tour par tour, chaque tour étant divisé en plusieurs phases. Un tour inclus ainsi généralement une phase d’observation, une phase de mouvement et une phase de combat pour chaque camp. En fonction du scénario, d’autres phases peuvent s’y ajouter, par exemple pour les tirs d’opportunité ou les tirs d’artilleries. A la fin de chaque tour, une phase récapitule les points obtenus par chaque camp, puis permet au joueur de sauvegarder la partie. Pour commander ses unités, le joueur utilise un joystick pour déplacer un curseur sur la carte représentant le champ de bataille. Lorsque celui-ci est placé sur une unité, ses principales caractéristiques sont indiquées à l’écran.
L’éditeur de scénario ne permet pas de modifier la structure des tours de jeu. Il permet en revanche de modifier tous les autres paramètres incluant le nombre et le type des unités impliqués, leurs caractéristiques, leurs valeurs et leur position de départ.  Il permet également de créer des cartes personnalisé. Pour cela, le joueur doit d’abord définir les différents types de terrains qui composent le champ de bataille, parmi ceux disponible dans le programme comme les forêts, les routes ou les rivières. Sur la carte, il peut ensuite placer jusqu’à 31 unités pour chaque camp.

## Développement et publication
Développé par Roger Damon, Wargame Construction Set est basé sur le code source de ses précédents wargames – Operation Whirlwind (1983), Field of Fire (1984) et Panzer Grenadier (1985) – qu’il rend modifiable afin de permettre aux joueurs de créer leurs propres scénarios. Le jeu est publié par Strategic Simulations en octobre 1986 sur Atari 8-bit. Il est ensuite porté sur Commodore 64 en avril 1987, puis sur Atari ST et IBM PC respectivement en février et avril 1988,. La version PC est ensuite porté sur Amiga en 1991.

## Accueil

### Critiques
| Wargame Construction Set |      |       |
| Média                    | Pays | Notes |
| Atari User ST            | RU   | 7/10  |
| Amiga Joker              | AL   | 54%   |
| Commodore User           | RU   | 8/10  |
| Computer Gaming World    | US   | 2.5/5 |
| Gen4                     | FR   | 69%   |

À sa sortie, la version Atari 8-bit du Wargame Construction Set est saluée par le journaliste Steve Panak du magazine Analog Computing qui explique que son éditeur de scénario propose suffisamment de paramètre pour créer n’importe quel type de confrontation et estime donc qu’il constitue la partie la plus impressionnante du programme, qui fait que le jeu peut être recommandé aux fans du genre. Il ajoute que grâce à sa gamme complète de scénarios prédéfinis, le jeu peut également intéresser les joueurs débutants, avant de conclure que le programme est construit pour durer et qu’il constitue peut-être « la pierre angulaire d’une collection » de wargames. 
Concernant la version Commodore 64 du programme, le journaliste Scott A. May de Commodore Magazine  est encore plus enthousiaste . Il estime en effet qu’il représente « un rêve devenu réalité » pour les fans de wargame sur ordinateur et que les joueurs confirmés, aussi bien que les débutants, trouveront leur  bonheur dans ce programme qu’il juge « dynamique » et « plein de fonctionnalités ». Il salue en particulier le talent et la volonté de son concepteur de créer des jeux facile à prendre en main, sans en sacrifier leur authenticité, pour un résultat généralement caractérisés par des graphismes riches, des commandes au joystick facile à utiliser, des scénarios complexes et un système de jeu dynamique. Il note ensuite qu’avec ce Wargame Construction Set, Roger Damon partage certains de ses secrets, en offrant un aperçu compréhensible et intimidant du développement d’un wargame, et aborde un genre sérieux avec « un style et une grâce inhabituelle » pour un résultat qu’il décrit comme « un chef d’œuvre en matière d’intérêt sur le long terme ». Toujours concernant la version Commodore 64, le journaliste Tony Hetherington du magazine Commodore User  décrit le programme comme l’équivalent, pour les wargames, du créateur de jeu d'aventure The Quill, et estime que, comme tous les programmes de ce type, il souffre de quelques limitations, notamment sur le nombre d’unité ou la taille des champs de batailles. Il juge cependant que s’il est évidemment possible d’acheter de meilleurs wargames, « rien ne le surpasse » quand il s’agit de tester des idées de wargames, de créer des scénarios pour des amis ou de proposer au joueur une infinité de scénario.

### Ventes
Wargame Construction Set connait un succès commercial inattendu et devient le premier jeu publié par Strategic Simulations à se vendre à plus de 60 000 exemplaires.

## Postérité
À la suite du succès commercial du premier Wargame Construction Set, deux suites sont développés par Norm Koger et publiées par Strategic Simulations dans les années 1990 : Wargame Construction Set II: Tanks! et Wargame Construction Set III: Age of Rifles 1846-1905. Comme le premier volet, celles-ci visent à permettre aux joueurs de créer leurs propres scénarios de wargames mais incluent également des scénarios prédéfinis. La première, publiée en 1994, se focalise sur les guerres du XXe siècle, dont notamment la Seconde Guerre mondiale. La seconde, publiée en 1996, se focalise sur les batailles de la fin du XIXe siècle, dont notamment la guerre de Sécession.